# 예원좌
예원좌(藝苑座)는 일제강점기의 연극 극단이다.

## 개요
1935년 2월에 결성된 상업 극단이다. 초기에는 지방 공연 위주의 막간여흥 전문 극단이었으나, 1940년에 조선연극협회에 가입한 뒤로는 활동 무대를 경성부로 옮기고 일본 제국의 선전용 작품을 주로 공연하였다.
1933년에 결성된 정통 신파극 극단 황금좌와는 달리 무성 영화 변사 출신들이 중심이 되어 조직하였기 때문에, 만담을 비롯하여 스케치, 넌센스, 영화해설극 등을 공연하며 출범하였다. 창립을 주도한 인물은 변사 겸 영화감독 김조성이다.
1940년 이후 태평양 전쟁 기간 중에는 연출가 이서향, 안종화, 홍해성, 나웅, 극작가 임선규, 송영, 박영호 등이 영입되어 황민화 정책과 내선일체 이념 선전에 주력하여 친일적 색채가 뚜렷해졌다. 조선연극협회에는 성군, 아랑, 황금좌, 고협 등과 함께 가입하였고, 이후 국민연극 대회에 참가했다.
태평양 전쟁이 종전된 뒤인 1945년 10월에 조직을 개편하여 극단 청춘극장으로 개칭하면서 사라졌다.

## 주요 작품
- 1944년 : 《역사》 (송영) - 제2회 국민극 경연대회 출품작
- 1945년 : 《별의 합창》 (박영호) - 제3회 국민극 경연대회 출품작

## 참고자료
- 친일인명사전편찬위원회 (2004년 12월 27일). 《일제협력단체사전 - 국내 중앙편》. 서울: 민족문제연구소. 671~672쪽쪽. ISBN 978-89-953307-2-2.